# 沙芒鎮區 (新澤西州)
沙芒鎮區（英語：Shamong Township）是位於美國新澤西州伯靈頓縣的一個鎮區。

## 地方資料
沙芒鎮區的面積為116.58平方千米，當中陸地面積為115.14平方千米，而水域面積為1.44平方千米。根據2020年美國人口普查的數據，當地共有人口6460人，而人口密度為每平方千米55.41人。